# Fidelitas
A Fidelitas magyarországi politikai ifjúsági szervezet, amely a Fidesz ifjúsági társszervezeteként alakult 1996-ban. A szervezetet konzervatív és kereszténydemokrata gondolkodású fiatalok alkotják.
Alapszabályában szereplő legfontosabb céljai az ifjúságot közvetve, vagy közvetlenül érintő kérdésekről vallott nézetek, vélemények képviselete, az ifjúsági közéletben való részvétel, az új nemzedék felkészítése a politikai jogok teljességével rendelkező állampolgári létre. A szervezet fő témái az ifjúságpolitika, az oktatáspolitika, a nemzetpolitika, az állampolgári nevelés, az Európai Unió fiataljait, polgárait érintő kérdések. A Fidelitas céljai között szerepel a nemzetközi ifjúsági szervezetekkel való kapcsolattartás és együttműködés, különös tekintettel a határon túli magyar ifjúsági szervezetekre.

## Története
1996. október 11-én néhány, már a rendszerváltás után eszmélő nemzeti szabadelvű, konzervatív és kereszténydemokrata gondolkodású diák megalakította a Fidelitast, a Fidesz – Magyar Polgári Párt ifjúsági társszervezetét. A két évvel későbbi 1998-as országgyűlési választásokon két fidelitasos, Gyürk András és Rogán Antal is bekerült az Országgyűlésbe.
2000. július 3–8. között a Fidelitas megrendezte Nyíregyházán az első észak-alföldi regionális nyári tábort. A helyszín Sóstó és környéke volt, ahol a tagok politikusok és más közéleti személyiségek előadásait hallgathatták meg, ellátogattak Tokajba. A nyári táborok ezt követően hagyományos, évről évre megrendezésre kerülő programmá váltak a szervezet életében.
2000 júliusának utolsó hetében Európa legnagyobb diákszervezete, az EDS rendes éves közgyűlését Lengyelországban tartotta meg. A téma az Európai Unió bővítése volt. Magyarországot Tóth Edina, Balogh Ákos, Kiss Éva, Csomor Júlia és Szijjártó Péter képviselték. Az EDS közgyűlése a tisztújítás során ismét alelnökének választotta Tóth Edinát. A 11. Bálványosi Nyári Szabadegyetemen a Fidelitas 2000-ben 80 fős delegációval képviseltette magát. Az EDS szemináriumát 2000. szeptember 14–17. között a Fidelitas rendezhette meg Budapesten. A rendezvény témája a jobbközép politizálás jövője volt. A Fidesz nem sokkal később döntött az Európai Néppárthoz való csatlakozásáról. 2000. szeptember 22-én megalakultak meg Aldebrőn, Füzesabonyban, Mezőkövesden és Sátoraljaújhelyen a Fidelitas-csoportok.
A 2001. március 3-án és 4-én megtartott kongresszus egyik legfontosabb döntése a szakmai kabinetek létrehozása volt. 2001. július 9-14. között Nyíregyháza adott otthont magyarországi, beregszászi és szatmárnémeti magyar fiatalok nyári táborának. A rendezvény résztvevői határokon átívelő regionális ifjúsági együttműködésről szóló nyilatkozatot írtak alá.
A 2002-es országgyűlési választáson a Fidelitas 22 jelöltje indult, közülük heten szereztek országgyűlési képviselői mandátumot. A képviselők az ifjúsági ügyek védelme, a sport, az ifjú házasok, az otthonteremtés, a nevelés és oktatás területén dolgoztak azért, hogy a Fidesz választási programjának kapcsolódó pontjai megvalósuljanak.
Rogán Antal alelnök 2004 januárjában Gyulán úgy nyilatkozott, hogy a Fidelitas már tízezer főt meghaladó tagsággal rendelkezik, és alapszervezetek száma megközelíti a 250-et. Elmondta, hogy a tagság jelentős része nem tagja a Fidesznek, de nincs is szándék arra, hogy mindenki belépjen a pártba, a Fidelitas feladata ugyanis elsősorban az, hogy a fiatalokat közelebb vigye a közélethez, és emellett biztosítsa a Fidesz politikai utánpótlását.

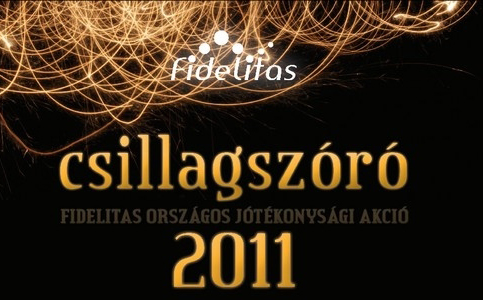
A Fidelitas 2011-ben indított jótékonysági akciójának plakátja

2005-ben Gyulán rendkívüli kongresszust tartott a Fidelitas. A küldöttek az elnöki posztra egyedüliként pályázó Szijjártó Pétert választották meg. Gyürk András, korábbi elnök európai parlamenti képviselői mandátumot szerzett, ezért megvált tisztségétől. Az új elnök székfoglalójában kijelentette: „Egyértelmű célunk, hogy Magyarországnak a következő parlamenti választások után olyan kormánya legyen, amely a fiatalok speciális élethelyzetéből adódó kérdésekre együtt keresi a választ a fiatalokkal.” Továbbá kitért arra, hogy a szervezet testületeinek fel kell mérni annak lehetőségét, hogyan tudnak a lehető leggyorsabban és leghatékonyabban a Fidesz választókerületi rendszeréhez hasonló rendszerben dolgozni.
A Fidelitas és a MIT 2005. október 6-án együttműködési szerződésről döntött Aradon. A megállapodásban a felek vállalták, hogy évente két közös elnökségi ülést tartanak, egyet Erdélyben, egyet Magyarországon, rendezvényeikre kölcsönösen meghívják egymást, és egy Fidelitas – MIT munkacsoportot hoznak létre, mely a közös elképzelések, tervek megvalósítását segíti majd elő. A megállapodás aláírása után a MIT és a Fidelitas elnöksége részt vett az aradi vesztőhelyen és a Szabadság-szobornál rendezett megemlékezéseken, majd a református templomban tartott istentiszteleten. Ezt követően Sándor Krisztina a MIT és Szijjártó Péter a Fidelitas elnöke mondott beszédet. Másnap Kolozsváron folytatódott az egyeztetés a két szervezet között a Belvárosi Unitárius Egyházközség tanácstermében. A Fidelitas vezetői bemutatták az általuk készített Új Nemzedék 2006 ifjúsági programot is, mely a Fidesz választási programjának ifjúságpolitikai célkitűzéseit tartalmazó része.
A 2006-os országgyűlési választásokon a Fidesszel kötött megállapodás értelmében viszont ismét hét fidelitasos szerzett mandátumot.
Július 18. és 21. között Zamárdi adott otthont az Egyetemisták és Főiskolások Országos Találkozójának, ahol a Fidelitas is képviseltette magát. Ágh Péter és Koszorús László voltak a meghívott vendégei a Kormány ifjúságpolitikájáról szóló vitadélutánnak, ahol előadást tartott Hoffmann Rózsa, Pelczné Gáll Ildikó, Rákay Philip, Gárdonyi Máté és Móring József Attila.
2006. október 1-jén, az önkormányzati választásokon a Fidelitas 141 jelöltjét választották meg képviselőnek országszerte, azt követően a Bács-Kiskun Megyei Közgyűlés is alelnökévé választotta a Fidelitas jelöltjeit, Bagó Zoltánt (egykori országos alelnök), két megyeszékhelyen, Salgótarjánban (Fenyvesi Gábor egykori Nógrád megyei elnök) és Tatabányán (Schmidt Csaba, egykori országos alelnök), valamint több más településen választották alpolgármesterre a Fidelitas képviselőit.
2007 februárjában megrendezése került a Fidelitas elő jótékonysági bálja. A rendezvényen közel 1,5 millió forintos adományt sikerült összegyűjteni, amivel a Vakok Batthyány László Római Katolikus Gyermekotthonát támogatta Fidelitas.
2009. április 6-án az Európai Néppárt ifjúsági szervezete, a YEPP alelnökévé választotta a Fidelitas jelöltjét, Dömötör Csabát.
2009 májusában a Szabolcs-Szatmár-Bereg Megyei Közgyűlés alelnökévé választották a Fidelitas egykori alelnökét, Román Istvánt.

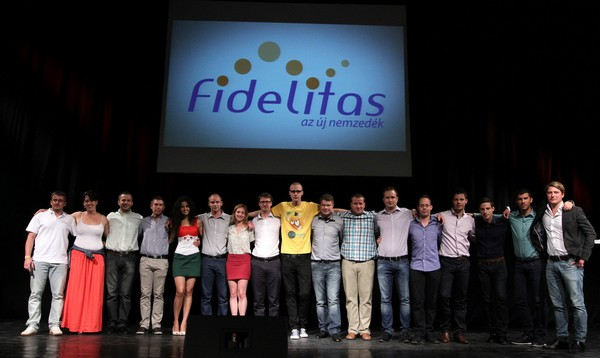
A Fidelitas 2013-as kongresszusán megválasztott elnöksége

2009. június 20-án, Miskolcon tartotta tisztújító Kongresszusát a Fidelitas, ahol Szijjártó Péter leköszönt tisztségéről. Schmitt Pál, a Fidesz európai parlamenti listavezetője a Kongresszuson kiemelte, hogy csak kemény munkával lehet sikereket elérni, s hinni kell az elvégzett munkában. Négy fontos dolgot emelt ki, amelyben különböznek a Fidelitas fiataljai más, például a baloldal ifjúsági szervezetekben lévőktől: az, hogy keresztény, polgári, konzervatív és nemzeti érzelem jellemzi őket. A küldöttek a Fidelitas új elnökévé Ágh Pétert, a szervezet addigi ügyvezető alelnökét választotta.
A 2010-es országgyűlési választásokon országgyűlési 17 fidelitasos vagy volt jelölt szerzett mandátumot. A Fidelitas első kormányzati szereplője dr. Nyitrai Zsolt lett, aki a Nemzeti Fejlesztési Minisztérium infokommunikációs államtitkári megbízását kapta, Orbán Viktor miniszterelnök szóvivője pedig Szijjártó Péter lett. A 2010. évi önkormányzati választáson 16 település választott fidelitasos polgármestert és összesen 116 önkormányzati képviselői mandátum jutott a Fidelitasnak. Az alakuló üléseken pedig több alpolgármester, tanácsnok, bizottsági elnök kapott megbízatást a fiatalok közül. A fidelitasosok közül a Békés Megyei Közgyűlés alelnöke Kónya István, Miskolc Megyei Jogú Város alpolgármestere dr. Zsiga Marcell, Székesfehérvár Megyei Jogú Város alpolgármestere Róth Péter, Salgótarján Megyei Jogú Város alpolgármestere pedig újra Fenyvesi Gábor lett.

## Szervezet
A Fidelitas három szerveződési szinten működik, ezek helyi, megyei és országos szint. A helyi szervezetek az adott településen élő, dolgozó vagy tanuló Fidelitas-tagokat fogják össze. Minden tag egyben csoport-tag is.

### Kongresszus
A Fidelitas legfőbb tanácskozó és döntéshozó szerve a Kongresszus, amely a szervezet álláspontjának stratégiai kérdésekben való kialakításáért felel. A Kongresszus rendes üléseit kétévente tartja, rendkívüli üléseit szükség szerint az Elnökség hívja össze.

### Országos Elnökség
Az Országos Elnökség a Fidelitas vezető testülete, amely a Kongresszus és az Országos Választmány határozataival összhangban működik. Az Országos Elnökség tizenhat tagját a Kongresszus választja két évre, titkos szavazással.
| Ciklus                                  | Elnök           | Alelnökök |
| --------------------------------------- | --------------- | --- |
| 1996 – 1999                             | Gyürk András    | Balás Piri László, Fürjes Balázs, Kertész Balázs, Tóth Edina, Várszegi Dóra |
| 1999 – 2001                             | Gyürk András    | Bagó Zoltán, Balogh Ákos Gergely, Dobó László, Fürjes Balázs, Koszorús László, Rogán Antal, Tóth Edina |
| 2001 – 2003                             | Gyürk András    | Bagó Zoltán, Dobó László, Erdős Norbert, Koszorús László, Nyitrai Zsolt, Rogán Antal, Szijjártó Péter, Tóth Edina, Hegedűs Zoltán |
| 2003 – 2005. február 27.                | Gyürk András    | Ágh Péter, Bagó Zoltán, Dobó László, Erdős Norbert, Koszorús László, Nyitrai Zsolt, Pongrácz Nóra, Rogán Antal, Román István, Szabó Gabriella, Schmidt Csaba, Szijjártó Péter, Vántsa Botond, Hegedűs Zoltán, Pindroch Szilárd               |
| 2005. február 27. – 2007                | Szijjártó Péter | Bagó Zoltán, Koszorús László, Ágh Péter, Vántsa Botond, Gajda Róbert, Zsiga Marcell, Erdős Norbert, Kapus Krisztián, Pongrácz Nóra, Schmidt Csaba, Cser-Palkovics András, Goró Oszkár, Hegedűs Zoltán, Nyitrai Zsolt, Molnár György          |
| 2007 – 2009. június 20.                 | Szijjártó Péter | Ágh Péter, Bagó Zoltán, Balogh Bálint, Bere Károly, Csepreghy Nándor, Cser-Palkovics András, Dukai Miklós, Gajda Róbert, Kérdő Zsuzsa, Koszorús László, Kőszegi Éva, Mihalovics Péter, Nyitrai Zsolt, Vántsa Botond, Zsiga Marcell           |
| 2009. június 20. – 2011. július 3.      | Ágh Péter       | Bere Károly, Böröcz László, Csepreghy Nándor, dr. Dukai Miklós, Gajda Róbert, Kérdő Zsuzsa, Koszorús László, Lukács Bence, Mihalovics Péter, Schneller Domonkos, Szedmák Tamás, Vántsa Botond, Vizin Tamás, Vörös Ádám, dr. Zsiga Marcell    |
| 2011. július 3. – 2013. július 13.      | Ágh Péter       | Balogh Gergely, Böröcz László, Domonyi Zoltán, Karácsony Ádám, Kérdő Zsuzsa, Király Erzsébet, Komár Gergő, Magera Tibor, Mihalovics Péter, Oroján Sándor, Rónaszéki Nóra, Várfi András, Vincze Ágnes, Vizin Tamás, Vörös Ádám, Zsiga Marcell |
| 2013. július 13. – 2015. március 14.    | Ágh Péter       | Balogh Gergely, Borbély Ádám, Falusi Vajk Zsolt, Henter Lilla, Jakab Jácint, Karácsony Ádám, Koncz Zsófia, Losonczi-Tóth József, Magera Tibor, Mihalovics Péter, Nemcsik Mátyás, Tardi Tamás, Várfi András, Vincze Ágnes, Vincze Géza        |
| 2015. március 14. – 2017. május 20.     | Böröcz László   | Hegedűs Barbara, Henter Lilla, Jakab Jácint, Koncz Zsófia, Nemcsik Mátyás, Szabó Krisztián, Vincze Géza |
| 2017. május 20. – 2019. november 30.    | Böröcz László   | Falusi Vajk, Hack Angelika, Hegedűs Barbara, Jakab Jácint, Nemcsik Mátyás, Szabó Krisztián, Vincze Géza |
| 2019. november 30. – 2021. november 20. | Illés Boglárka  | Baczkó Norbert, Farkas Dániel, Hack Angelika, Hegedűs Barbara, Kiss Norbert, Sinkovics Krisztián, Szabó Krisztián Szilárd |
| 2021. november 20. – 2022. december 3.  | Illés Boglárka  | Baczkó Norbert, Biró Marcell, Bóka Bence, Farkas Dániel, Hack Angelika Lilien, Kiss Norbert, Szabó Krisztián Szilárd |
| 2022. december 3. –2024. november 16.   | Farkas Dániel   | Biró Marcell, Hack Angelika Lilien, Kálmánczi Miklós, Kozma Dávid, Kupcsok Péter, Mohácsy István, Tóth Réka Kamilla |
| 2024. november 16. -                    | Mohácsy István  | Bagi Barna, Barcza Dániel, Biró Marcell, Hack Angelika, dr. Hidas Dóra, Tóth Réka Kamilla, Vajda Dániel Szilárd |

### Országos Választmány
A Fidelitas tanácskozó és döntéshozó szerve az Országos Választmány, amely a kongresszusok közötti időszakokban állást foglal stratégiai kérdésekben, továbbá koordinálja a Megyei Választmányok tevékenységét. Az Országos Választmány tagjai a Megyei Választmányok Elnökségei, a Budapesti Választmány Elnöksége, a kabinetek vezetői tanácskozási joggal, a szervezet soraiból kikerülő, választmányi tagsági szándékát kinyilvánító országgyűlési képviselők az Országos Választmány kooptálása után. Az Országos Választmány jelenlegi elnöke Fekete Dávid, alelnökei Gulyás Gergely Kristóf, Horváth Tamás, Korponyai Ernő, Kovács Roland és Szilágyi Bence Zoltán.

### Kabinetvezetők Tanácsa
A kabinetek a Fidelitas szakmai alapon létrejövő testületei, az azonos területeken tevékenykedők konzultatív fórumai, valamint a szakmai alapon történő közösségépítés, a programírás szellemi műhelyei. A kabinetvezetők feladata az adott kabinet munkájának irányítása. A kabinetek vezetőinek egyeztető fóruma a Kabinetek Tanácsa. A kabinetek - összhangban a Fidesz kabinetrendszerének felépítésével - a következő szakpolitikai területek mentén szerveződnek:
| Név                                  | Vezető             |
| ------------------------------------ | ------------------ |
| Gazdaságfejlesztési Kabinet          | Mészáros Ádám      |
| Digitális és Innovációs Kabinet      | Imre Gyula         |
| Külügyi és Uniós Kabinet             | Hidas Dóra         |
| Nemzetpolitikai Kabinet              | Gáspár Kolos       |
| Agrár Kabinet                        | Madari Márton      |
| Fenntartható Fejlődés Kabinet        | Páncsics Krisztián |
| Sport-, Család – és Ifjúsági Kabinet | Fróna Levente      |

### Megyei Választmány
A Megyei Választmány feladata a megyében működő csoportok felügyelete, munkájuk szakmai előmozdítása, a közvetlen kapcsolattartás, az elnökség munkájának segítése, illetve amennyiben a Fidesz - Magyar Polgári Szövetség szabályzatai másként nem rendelkeznek, megyei választmányába tag delegálása. A Megyei Választmány tagjai a megye csoportjainak elnökei, egy alelnöke és a választott küldöttek, valamint a szervezet soraiból kikerülő, az adott megyében csoport tagsággal bíró, választmányi tagsági szándékát kinyilvánító önkormányzati képviselő, a Megyei Választmány kooptálása után.

## Országgyűlési képviselőik
| 1998-2002-es Országgyűlés | 2002-2006-os Országgyűlés     | 2006-2010-es Országgyűlés | 2010-2014-es Országgyűlés |
| ------------------------- | ----------------------------- | ------------------------- | ------------------------- |
| Gyürk András              | Bagó Zoltán                   | Ágh Péter                 | Ágh Péter                 |
| Rogán Antal               | Dobó László                   | Cser-Palkovics András     | Borbély Lénárd            |
| -                         | Erdős Norbert                 | Erdős Norbert             | Cser-Palkovics András     |
| -                         | Gyürk András (2004-ig)        | Gyopáros Alpár (2009-től) | Csizi Péter               |
| -                         | Nyitrai Zsolt                 | Koszorús László           | Erdős Norbert             |
| -                         | Rogán Antal                   | Nyitrai Zsolt             | Gajda Róbert              |
| -                         | Szijjártó Péter               | Rogán Antal               | Gyopáros Alpár            |
| -                         | Wintermantel Zsolt (2004-től) | Szijjártó Péter           | Kapus Krisztián           |
| -                         | -                             | -                         | Koszorús László           |
| -                         | -                             | -                         | Mihalovics Péter          |
| -                         | -                             | -                         | Nyitrai Zsolt             |
| -                         | -                             | -                         | Rogán Antal               |
| -                         | -                             | -                         | Román István              |
| -                         | -                             | -                         | Schmidt Csaba             |
| -                         | -                             | -                         | Szijjártó Péter           |
| -                         | -                             | -                         | Wintermantel Zsolt        |
| -                         | -                             | -                         | Zsiga Marcell             |

A 2004-2009-es és a 2009-2014-es ciklusban, az Európai Parlamentben Gyürk András, majd 2010-től Bagó Zoltán.